# The Molly Maguires
The Molly Maguires (bra: Ver-Te-ei no Inferno; prt: Os Homens Nascem Iguais) é um filme estadunidense de 1970, do gênero drama histórico, dirigido por Martin Ritt, com roteiro de Walter Bernstein baseado no livro Lament for the Molly Maguires, de Arthur H. Lewis.

## Sinopse
Em 1876, na Pensilvânia, um detetive se infiltra como ativista no grupo Molly Maguires, sociedade secreta que ameaça os donos de minas com terrorismo, em ordem de desmascarar e prender seu líder.

## Elenco
- Richard Harris ....... Detetive James McParlan
- Sean Connery            ....... Jack Kehoe
- Samantha Eggar ....... Miss Mary Raines
- Frank Finlay ....... Davies
- Anthony Zerbe ....... Tom Dougherty
- Bethel Leslie ....... Mrs. Kehoe
- Art Lund ....... Frazier
- Philip Bourneuf ....... Padre O'Connor
- Anthony Costello ....... Frank McAndrew
- Brendan Dillon ....... Mr. Dan Raines
- Frances Heflin ....... Mrs. Frazier
- John Alderson ....... Jenkins